# SAPIX YOZEMI GROUP模試
SAPIX YOZEMI GROUP模試（サピックスヨゼミグループもし）は、代々木ゼミナールが主に大学受験対策のため実施している模擬試験の総称。2015年度実施分より、「代ゼミ模試」からSAPIX YOZEMI GROUP模試という名称となった。
代ゼミを運営する学校法人高宮学園の関連会社・日本入試センターが模試運営にあたっている。
2004年からはチケットぴあでの受験申し込みが可能となっている。

## 模試の種類
2021年度実施分
- 高1・2年生対象
  - 共通テスト模試（年2回実施）…マーク式
  - トップレベルチャレンジテスト…記述式

- 高3・卒生対象
  - 大学入学共通テスト入試プレ（年2回実施）…マーク式
  - 大学別入試プレテスト - 特定大学別模試…記述式&.マーク式

いずれも「〇大入試プレ」と言う名称となっている。
国立大学（旧七帝大のみ）
- 東大（年2回実施，2日間実施[注 1]）
- 京大（年2回実施）
- 北大
- 東北大
- 名大[注 2]
- 阪大
- 九大[注 3]

私立大学（早慶大のみ）
- 早大
- 慶大

※2020年度から駿台との共同開催となる。一部の模試では、駿台予備学校の校舎が試験会場として使用される。

## 模試の廃止（削減）について
代ゼミでは2014年8月25日、2015年度より全国規模で実施される模試を廃止する方針を表明した。
廃止対象となっているのは、特定大学個別の入試を想定しない形で実施される「全国センター模試」、「センター試験プレテスト」、「（国公立2次・私大）全国総合模試」、医学部志望者を対象とする「国公立医学部模試」などとなっている。
一方、「東大入試プレ」を初めとする特定大学個別の入試を想定した模試や、高校1・2年生を対象とする全国模試については、2015年度以降も存続させる方針であることも表明している。
模試廃止表明の2日前にあたる同年8月23日には、同じく2015年度以降、現有校舎（2014年8月時点）の約7割について閉鎖する方針を明らかにしており、この大幅な校舎削減によって全国規模での模試実施や分析が困難となり効果的な集計が出来なくなることを模試廃止の理由に挙げている。
校舎削減と、これに伴う模試廃止といった代ゼミによる一連のリストラ策に関して、教育情報会社・大学通信の安田賢治常務取締役は「全国展開の予備校ならではの、信頼度の高いレベル判定で生徒募集につなげてきたが、規模縮小（校舎削減）によって実施するメリットが失われたのだろう」とコメントしている。

### 廃止された模試
マーク式
- 全国センター模試（年3回実施） - 大学入試センター試験・私大入試 対策
- センター試験プレテスト[注 5] - 大学入試センター試験対策、ごく一部の地域を除き、毎年11月23日（祝日）に実施となっていて、例年20万人以上程度の受験生が参加していた。
- 高1・2全国センター模試

記述・論述式
- 全国総合模試（年4回実施） - 国公立大二次試験・私立大入試 対策
- 国公立記述模試（年2回実施） - 国公立大二次試験 対策
- 国公立医学部模試 - 国公立大医学部医学科二次試験（前期日程のみ）・慶大（医）・産業医大 対策
- 全国論文テスト - 小論文・論文入試 対策
- 私立医歯薬模試 - 私大医・歯・薬・獣医入試 対策（旧メディカル模試）
- 高1・2学力判定模試（年2回実施）- 高1は、志望校の成績集計のみで志望校の判定は行われない。

大学別入試プレテスト - 特定大学別模試
- 一橋大
- 東工大[注 6]
- 神戸大
- 岡大[注 7]
- 広大[注 8]
- 熊大[注 9]